# Emilio Carlos Berlie
Emilio Carlos Berlie Belauzarán es un eclesiástico católico mexicano, arzobispo emérito de Yucatán, nacido en Aguascalientes el 4 de noviembre de 1939. Su lema episcopal es "in nomine domini" (En el nombre del Señor).

## Biografía
Realizó estudios de filosofía en el Seminario de Montezuma, Nuevo México, EE. UU.. Luego, en la ciudad de Roma cursó Teología en la Pontificia Universidad Gregoriana, estudió también ciencias sociales. El doctorado en teología lo obtuvo en la Universidad Pontificia de Santo Tomás de Aquino.
Recibió la ordenación sacerdotal de manos del papa Pablo VI, en Roma, el 3 de julio de 1966.
Al regresar a su diócesis desempeñó los siguientes cargos: director espiritual del Seminario Mayor; profesor de Teología Dogmática y de Sociología en el mismo seminario; asistente diocesano de la Junta de la Acción Católica Mexicana; capellán del Club Serra; asistente de Caballeros de Colón; profesor de sociología de la Facultad de Medicina y Arquitectura de la Universidad de Aguascalientes desde 1973.
El 8 de junio de 1983, su Santidad el papa Juan Pablo II lo preconizó III obispo de Tijuana, recibiendo la consagración episcopal el 25 de julio del mismo año.
El 15 de marzo de 1995, Juan Pablo II lo designó XLI Obispo y IV arzobispo metropolitano de la arquidiocésis de Yucatán, tomando posesión del cargo el 29 de abril del mismo año.
Hasta el 1 de junio de 2015 fue Arzobispo de Yucatán.
El 27 de julio de 2008 con la presencia de tres Cardenales, 45 obispos, autoridades estatales y municipales y más de ocho mil fieles religiosos, celebró los 25 años de su Ordenación Episcopal en ceremonia efectuada en las instalaciones del Centro de Convenciones siglo XXI de Mérida, Yucatán.
A la ceremonia asistió el Arzobispo Primado de México, Norberto Rivera Carrera, el Nuncio Apostólico en México Christopher Pierre, la gobernadora de Yucatán Ivonne Ortega Pacheco y el alcalde de Mérida César Bojórquez Zapata, como consecuencia de las nuevas relaciones que existen en México entre la Iglesia y el Estado mexicano. El Arzobispo de Yucatán se comprometió a seguir trabajando con humildad en la difusión de la palabra de Dios y en apoyo a los más necesitados con auténtico sentido social.
Ha sido el Consagrante principal de los Obispos Rafael Romo Muñoz, José Luis Amezcua Melgoza, Ramón Castro Castro, José Rafael Palma Capetillo, Pedro Pablo Elizondo Cárdenas, Fabio Martínez Castilla y Jorge Carlos Patrón Wong.